# Épiais-lès-Louvres
Épiais-lès-Louvres är en kommun i departementet Val-d'Oise i regionen Île-de-France i norra Frankrike. Kommunen ligger i kantonen Gonesse som tillhör arrondissementet Sarcelles. År 2022 hade Épiais-lès-Louvres 141 invånare.

## Befolkningsutveckling
Antalet invånare i kommunen Épiais-lès-Louvres
| Referens: INSEE |